# Amesiodendron chinense
Amesiodendron chinense är en kinesträdsväxtart som först beskrevs av Elmer Drew Merrill, och fick sitt nu gällande namn av Hu Hsien-Hsu. Amesiodendron chinense ingår i släktet Amesiodendron och familjen kinesträdsväxter. Inga underarter finns listade i Catalogue of Life.